# Río Claro (vattendrag i Chile, Región del Biobío)
Río Claro är en flod  i Chile.   Den ligger i regionen Región del Biobío, i den södra delen av landet, 500 km söder om huvudstaden Santiago de Chile.
I omgivningen kring Río Claro växer i huvudsak städsegrön lövskog och området är ganska tätbefolkat, med 90 invånare per kvadratkilometer.